# Шилле, Тамаш
Тамаш Шилле (словац. Tomáš Šille, венг. Sille Tamás; род. 23.11.1969, Дунайска-Стреда, Чехословакия) — словацкий и венгерский хоккеист, защитник.

## Карьера
Выступал за «Слован» (Братислава), «Дукла» (Сеница), ХК 36 Скалица», «Альба Волан» (Секешфехервар), ХК «Меркуря-Чук», «Будапешт Старс».
В составе национальной сборной Словакии провел 2 матча. В составе национальной сборной Венгрии провел 67 матчей; участник чемпионатов мира 2003 (дивизион I), 2004 (дивизион I), 2005 (дивизион I), 2006 (дивизион I), 2008 (дивизион I), 2009, 2010 (дивизион I) и 2011 (дивизион I).